# Сан-Матеуш-де-Олівейра
Сан-Матеуш-де-Олівейра (порт. São Mateus de Oliveira; МФА: [ˈsɐ̃w mɐ.ˈtewʒ dɨ o.ɫi.ˈvɐj.ɾɐ]) — парафія в Португалії, у муніципалітеті Віла-Нова-де-Фамалікан. Розташована в північно-західній частині країни, на теренах історичної португальської провінції Дору-Міню. Входить до складу округу Брага. За адміністративним поділом, чинним до 1976 року, терени парафії були складовою провінції Міню. Належить до Бразької архідіоцезії Католицької церкви. Патрон — святий Матвій. Площа — 2,1705 км². Населення — 2714 ос. (2011). Середньо урбанізований регіон. Густота населення — 1250,4 осіб/км²
. Код — 031242.

## Назва
- Олівейра (Сан-Матеуш) (порт. Oliveira (São Mateus)) — офіційна назва.

## Населення
| Кількість мешканців | Кількість мешканців | Кількість мешканців | Кількість мешканців | Кількість мешканців | Кількість мешканців | Кількість мешканців | Кількість мешканців | Кількість мешканців | Кількість мешканців | Кількість мешканців | Кількість мешканців | Кількість мешканців | Кількість мешканців | Кількість мешканців |
| ------------------- | ------------------- | ------------------- | ------------------- | ------------------- | ------------------- | ------------------- | ------------------- | ------------------- | ------------------- | ------------------- | ------------------- | ------------------- | ------------------- | ------------------- |
| 1864                | 1878                | 1890                | 1900                | 1911                | 1920                | 1930                | 1940                | 1950                | 1960                | 1970                | 1981                | 1991                | 2001                | 2011                |
|                     |                     |                     |                     | 557                 | 692                 | 832                 | 1 288               | 1 614               | 2 069               | 2 254               | 2 784               | 3 216               | 3 075               | 2 714               |